# تنس بوروسيا برلين
تنس بوروسيا برلين (بالألمانية: Tennis Borussia Berlin) هو نادي كرة قدم ألماني أٌسس عام 1902. يلعب النادي في الدوري الألماني الدرجة الرابعة (ريغيوناليغا).